# 310 a. C.
El año 310 a. C. fue un año del calendario romano prejuliano. En el Imperio romano se conocía como el Año del Consulado de Ruliano y Censorino (o menos frecuentemente, año 444 Ab urbe condita). 

## Acontecimientos
- Victoria romana en la batalla del Lago Vadimón sobre los etruscos, aliados de los samnitas (en el marco de la segunda guerra samnita).

## Nacimientos
- Calímaco. Poeta y erudito alejandrino, nacido en la ciudad de Cirene.
- Aristarco de Samos, astrónomo y matemático griego

## Fallecimientos
- Heráclides Póntico, astrónomo y filósofo griego (n. 390 a. C.)
- Piteas, marino griego de Massilia (n. 380 a. C.)